# Дунам
Дунам (івр. דּוּנָם; тур. dönüm, Дьонюм) — одиниця вимірювання площі, якою користуються в побуті для визначення площі земельних ділянок в деяких країнах і на територіях, що перебували під владою Османської імперії: Ізраїль, Йорданія, Ірак, Північний Кіпр, Ліван, Лівія, Сирія, Туреччина, а також в країнах колишньої Югославії.
Метричний дунам, який використовується тепер в Ізраїлі, Лівані, Йорданії та Туреччині, дорівнює:
- 1000 м²
- 0,001 км²
- 0,1 гектара
- 0,2471 акра
- 1196 квадратних ярдів
- 10760 квадратних футів
- 10 соток
- 10 арів

На Північному Кіпрі 1 донюм = 4 евлек = 14400 квадратних футів = 1337,8 м².
У Південному Кіпрі не використовується.
У Болгарії аналогічна одиниця площі називається «декар».

## Османська імперія
Дьонюм у Османській імперії був одиницею земельної площі, що дорівнювала 940 кв.м.
В часи Оттоманської імперії і в ранні роки британського мандата (до лютого 1928 року), в Ізраїлі, Йорданії, Лівані, Сирії, Туреччині дунам дорівнював 919.3 м².